# Trasporti in Romania
Questa voce raccoglie le principali tipologie di trasporti in Romania.

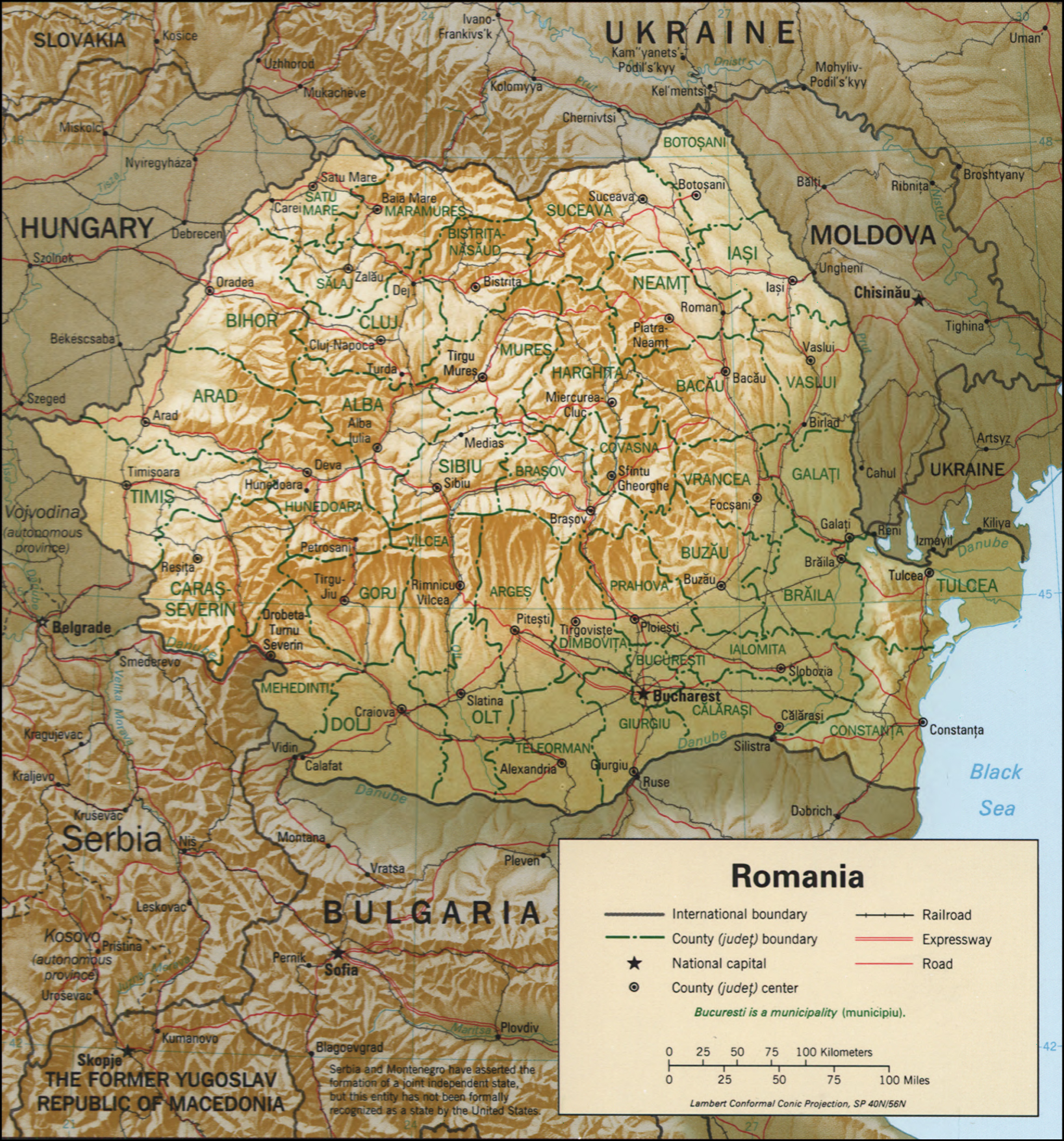
Romania: carta geopolitica con rete stradale e ferroviaria

## Trasporti su rotaia

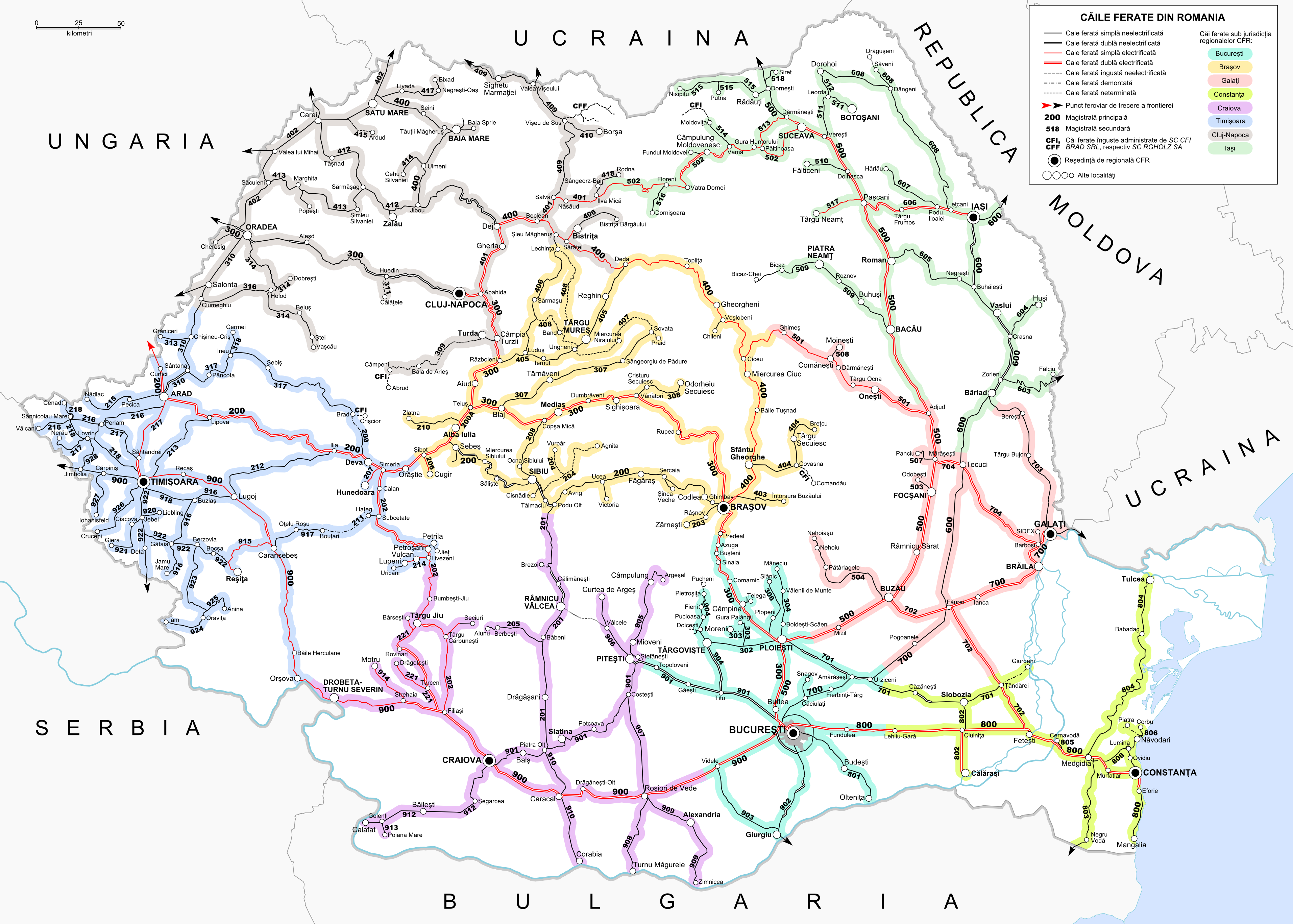
Rete ferroviaria rumena

Compagnia ferroviaria statale: Căile Ferate Române (CFR).

### Rete ferroviaria
In totale: 10.785 km (di cui 4.002 km elettrificati).
- scartamento normale: 10.645 km con scartamento di 1435 mm.
- scartamento ridotto: 5 km (dati 2010).
- collegamenti a reti estere
  - assoluto: Bulgaria, Serbia ed Ungheria.
  - con cambiamento di scartamento (1435/1524 mm): Moldavia ed Ucraina.

### Reti metropolitane

Mappa della metro a Bucarest

L'unico sistema di metropolitana in Romania, gestito dalla Metrorex, è quello di Bucarest. È in costruzione un sistema di metropolitana a Cluj-Napoca con le prime 7 stazioni previste nel 2026.

### Reti tranviarie
Anche qui il sistema più vasto è quello di Bucarest, gestito dalla STB, con alcune linee che rientrano nella tipologia della metropolitana leggera. Altre quindici città dispongono di sistemi tranviari come Cluj-Napoca (CTP Cluj-Napoca), Craiova (RAT), Galați (Transurb SA Galați), Iași (CTP Iași), Oradea (OTL), Ploiești (TCE), Sibiu (TurSib) e Timișoara (STPT).

## Trasporti su strada

Carta stradale della Romania

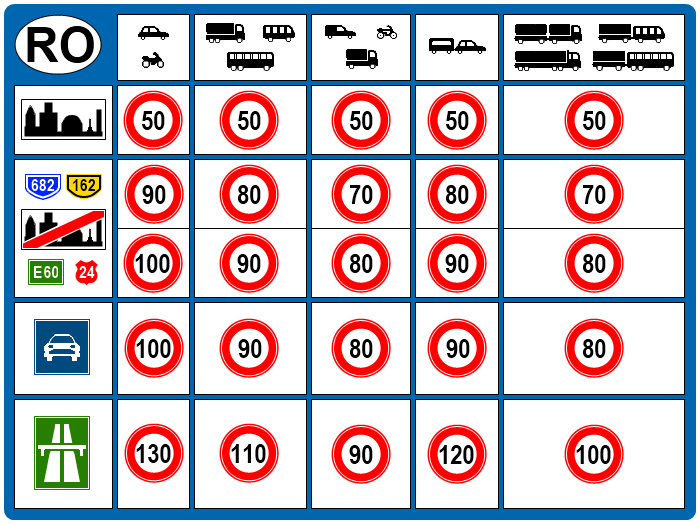
Limiti di velocità in Romania

### Rete autostradale
- Numero di autostrade: 7
- Lunghezza: 1 316 chilometri (al luglio 2025).[3]

### Rete stradale
Strade pubbliche: in totale 153.359 km
- asfaltate: 103.671 km (incluse le autostrade; dati 2006)
- bianche: 49.688 km (dati 1998)

### Reti filoviarie
La capitale anche in questa sezione primeggia con la STB, disponendo di quasi trecento filobus che sviluppano una rete di 72 km. Altre sedici città presentano filovie come Baia Mare (Transport Local Urbis Baia Mare), Brașov (RATBv, 28 km), Cluj-Napoca (CTP Cluj-Napoca), Costanza (CT Bus, 8 km), Galați (Transurb SA Galați), Iași (CTP Iași), Ploiești (TCE), Sibiu (TurSib) e Timișoara (STPT, 24 km).

### Autolinee
In tutto il territorio sono presenti aziende pubbliche e private che gestiscono trasporti urbani, suburbani, interurbani e turistici esercitati con autobus; solo la STB di Bucarest possiede oltre 2000 autobus.

## Idrovie
Sono presenti 1.724 km di acque navigabili (dati 1984).

## Porti e scali

### Sul Mar Nero
- Costanza: maggiore porto e cantiere navale;
- Mangalia
- Sulina
- Năvodari

### Sul Danubio
- Galați
- Brăila
- Tulcea
- Giurgiu
- Drobeta-Turnu Severin
- Oltenița

### Sul canale Danubio-Mar Nero
- Cernavodă
- Poarta Albă
- Constanța Sud
- Agigea

## Trasporti aerei

### Aeroporti
In totale: 62 (dati 1999)
a) con piste di rullaggio pavimentate: 25
- oltre 3047 m: 4
- da 2438 a 3047 m: 9
- da 1524 a 2437 m: 12

b) con piste di rullaggio non lastricate: 37
- da 1524 a 2437 m: 2
- da 914 a 1523 m: 12
- sotto 914 m: 23

### Eliporti
In totale: 1 (dati 1999)